# Pașaport nord-coreean
Pașaportul nord-coreean (조선민주주의인민공화국 려권) este documentul internațional de călătorie care poate fi eliberat Către cetățeni  Republicii Populare Democrate Coreea(Corea de Nord). Aproape niciodată cetățeni nord-coreeni Ei pot părăsi țara Și astfel documentele sunt rareori relaxate  . 
Pașaportul de serviciu sau diplomatic, odată folosit, trebuie dat  autorităților care îl vor da proprietarului doar cu ocazia unei călătorii viitoare .  Pașaportul obișnuit nu se eliberează niciodată fără un permis special și este întotdeauna însoțit de o viză de ieșire. Mai mult, înainte de a se întoarce acasă, titularului trebuie să i se elibereze un permis suplimentar de către autoritatea diplomatică nord-coreeană prezentă în țara vizitată. Cu un pașaport nord-coreean, poti sa mergi în 40 de țări fără viză sau cu viză la sosire.